# Lasioglossum orthocarpi
Lasioglossum orthocarpi är en biart som först beskrevs av Michener 1936.  Lasioglossum orthocarpi ingår i släktet smalbin, och familjen vägbin. Inga underarter finns listade i Catalogue of Life.